# Voïvodie de Rzeszów
La voïvodie de Rzeszów (en polonais Województwo rzeszowskie) était une unité de division administrative et un gouvernement local de Pologne entre 1975 et 1998.
En 1999, son territoire est intégré dans la Voïvodie des Basses-Carpates.
Sa capitale était Rzeszów.

## Villes
Population au 31 décembre 1998 :
- Rzeszów - 172 345
- Mielec - 61 954
- Łańcut - 18 000
- Ropczyce - 15 756
- Leżajsk - 14 759
- Kolbuszowa - 9 256
- Strzyżów - 8 245
- Sędziszów Małopolski - 7 132
- Nowa Sarzyna - 6 129
- Głogów Małopolski - 5 174
- Sokołów Małopolski - 4 001
- Tyczyn - 3 136
- Błażowa - 2 561

## Bureaux de district
Sur la base de la loi du 22 mars 1990, les autorités locales de l'administration publique générale, ont créé 5 régions administratives associant plusieurs municipalités.
- Kolbuszowa (gmina Cmolas, gmina Kolbuszowa, gmina Niwiska, gmina Raniżów et gmina Stary Dzikowiec)
- Leżajsk (Leżajsk, gmina Grodzisko Dolne, gmina Kamień, gmina Kuryłówka, gmina Leżajsk, gmina Nowa Sarzyna, gmina Rakszawa, gmina Sokołów Małopolski et gmina Żołynia)
- Mielec (Mielec, gmina Borowa, gmina Czermin, gmina Gawłuszowice, gmina Mielec, gmina Przecław et gmina Tuszów Narodowy)
- Ropczyce (gmina Ostrów, gmina Ropczyce et gmina Wielopole Skrzyńskie)
- Rzeszów (Łańcut, Rzeszów, gmina Białobrzegi, gmina Błażowa, gmina Boguchwała, gmina Chmielnik Rzeszowski, gmina Czarna, gmina Czudec, gmina Frysztak, gmina Głogów Małopolski, gmina Hyżne, gmina Iwierzyce, gmina Krasne, gmina Lubenia, gmina Łańcut, Markowa, Niebylec, gmina Sędziszów Małopolski, gmina Strzyżów, Świlcza, gmina Trzebownisko, gmina Tyczyn et gmina Wiśniowa)